# عصابة الدم
عصابة الدم (ذا بلوذز) والمعروفة أيضًا باسم عائلة الدم الأصلية (Original Blood Family)، هي أكبر عصابة شوارع أميركية من أصول إفريقية تأسست أساسًا في عام 1972 في لوس أنجلوس في ولاية كاليفورنيا يتم التعرف عليها من خلال اللون الأحمر الذي يرتديه أعضاؤها ورموز العصابات الخاصة بها بما في ذلك علامات اليد المميزة. تضم العصابة مجموعات فرعية مختلفة تعرف باسم «المجموعات» والتي تختلف فيما بينها كثيرا من حيث الألوان والملابس والاستراتيجيات والأيديولوجيات السياسية المتعارضة. منذ إنشائها، انتشرت العصابة في جميع أنحاء الولايات المتحدة وكندا وبعض مناطق أستراليا. كما تم توثيق وجودهم أولياء لهم على المستوى العسكري الأمريكي، حيث وجد أفراد في القواعد الأمريكية والخارج. تعد عصابة كريبس أكثر وأكبر منافس لها.